# Olympische Sommerspiele 2020/Teilnehmer (Mexiko)
| Gelbes Symbol für Goldmedaillen mit stilisierten Olympischen Ringen | Graues Symbol für Silbermedaillen mit stilisierten Olympischen Ringen | Braundes Symbol für Bronzemedaillen mit stilisierten Olympischen Ringen |
| ------------------------------------------------------------------- | --------------------------------------------------------------------- | ----------------------------------------------------------------------- |
| —                                                                   | —                                                                     | 4                                                                       |

Mexiko nahm an den Olympischen Spielen 2020 in Tokio mit 160 Sportlern in 27 Sportarten teil. Es war die insgesamt 24. Teilnahme an Olympischen Sommerspielen.

## Teilnehmer nach Sportarten

### Badminton
| Athleten        | Wettbewerb | Gruppenphase | Gruppenphase       | Gruppenphase | Gruppenphase | Achtelfinale  | Achtelfinale  | Viertelfinale | Viertelfinale | Halbfinale    | Halbfinale    | Finale        | Finale        | Rang |
| Athleten        | Wettbewerb | Gegner       | Ergebnis           | Punkte       | Rang         | Gegner        | Ergebnis      | Gegner        | Ergebnis      | Gegner        | Ergebnis      | Gegner        | Ergebnis      | Rang |
| --------------- | ---------- | ------------ | ------------------ | ------------ | ------------ | ------------- | ------------- | ------------- | ------------- | ------------- | ------------- | ------------- | ------------- | ---- |
| Frauen          |            |              |                    |              |              |               |               |               |               |               |               |               |               |      |
| Haramara Gaitan | Einzel     | Kim G.-e.    | 0:2 (14:21, 9:21)  | 40:84        | 3            | ausgeschieden | ausgeschieden | ausgeschieden | ausgeschieden | ausgeschieden | ausgeschieden | ausgeschieden | ausgeschieden | 15   |
| Haramara Gaitan | Einzel     | Yeo J. M.    | 0:2 (7:21, 10:21)  | 40:84        | 3            | ausgeschieden | ausgeschieden | ausgeschieden | ausgeschieden | ausgeschieden | ausgeschieden | ausgeschieden | ausgeschieden | 15   |
| Männer          |            |              |                    |              |              |               |               |               |               |               |               |               |               |      |
| Lino Muñoz      | Einzel     | Ng K. L.     | 0:2 (9:21, 10:21)  | 45:84        | 3            | ausgeschieden | ausgeschieden | ausgeschieden | ausgeschieden | ausgeschieden | ausgeschieden | ausgeschieden | ausgeschieden | 15   |
| Lino Muñoz      | Einzel     | K. Cordón    | 0:2 (14:21, 12:21) | 45:84        | 3            | ausgeschieden | ausgeschieden | ausgeschieden | ausgeschieden | ausgeschieden | ausgeschieden | ausgeschieden | ausgeschieden | 15   |

### Baseball
| Wettbewerb   | Männer |
| ------------ | --- |
| Athleten     | Manuel Bañuelos Manuel Barreda Carlos Bustamante Daniel Duarte Sebastián Elizalde Danny Espinosa Ryan Goins Adrián González José González Samuel Hickey Jonathan Jones Joey Meneses Efrén Navarro Juan Oramas Ramiro Peña Oliver Pérez Isaac Rodríguez Noel Salas Sasagi Sánchez Román Solís Theodore Stankiewicz César Vargas Héctor Velázquez Alexis Wilson |
| Gruppenphase | Dominikanische Republik (0:1) Japan (4:7) |
| 1. Runde     | Israel (5:12) |
| 2. Runde     | ausgeschieden |
| Halbfinale   | ausgeschieden |
| Finale       | ausgeschieden |
| Platzierung  | 6 |

### Beachvolleyball
| Athleten                                           | Gruppenphase               | Gruppenphase              | Gruppenphase | Gruppenphase | Achtelfinale          | Achtelfinale       | Viertelfinale | Viertelfinale | Halbfinale    | Halbfinale    | Finale        | Finale        | Rang |
| Athleten                                           | Gegner                     | Ergebnis                  | Punkte       | Rang         | Gegner                | Ergebnis           | Gegner        | Ergebnis      | Gegner        | Ergebnis      | Gegner        | Ergebnis      | Rang |
| -------------------------------------------------- | -------------------------- | ------------------------- | ------------ | ------------ | --------------------- | ------------------ | ------------- | ------------- | ------------- | ------------- | ------------- | ------------- | ---- |
| Männer                                             |                            |                           |              |              |                       |                    |               |               |               |               |               |               |      |
| Josue Gaston Gaxiola Leyva Jose Luis Rubio Camargo | Krassilnikow / Stojanowski | 1:2 (26:24, 15:21, 16:18) | 4            | 3            | Alison / Álvaro Filho | 0:2 (14:21, 13:21) | ausgeschieden | ausgeschieden | ausgeschieden | ausgeschieden | ausgeschieden | ausgeschieden | 9    |
| Josue Gaston Gaxiola Leyva Jose Luis Rubio Camargo | Perušič / Schweiner        | 1:2 (21:17, 16:21, 14:16) | 4            | 3            | Alison / Álvaro Filho | 0:2 (14:21, 13:21) | ausgeschieden | ausgeschieden | ausgeschieden | ausgeschieden | ausgeschieden | ausgeschieden | 9    |
| Josue Gaston Gaxiola Leyva Jose Luis Rubio Camargo | Pļaviņš / Točs             | 2:0 (21:18, 21:16)        | 4            | 3            | Alison / Álvaro Filho | 0:2 (14:21, 13:21) | ausgeschieden | ausgeschieden | ausgeschieden | ausgeschieden | ausgeschieden | ausgeschieden | 9    |

### Bogenschießen
| Athleten                                        | Wettbewerb | Qualifikation | Qualifikation | 1. Runde         | 1. Runde | 2. Runde        | 2. Runde      | Achtelfinale  | Achtelfinale  | Viertelfinale  | Viertelfinale | Halbfinale    | Halbfinale    | Finale        | Finale        | Rang          |
| Athleten                                        | Wettbewerb | Ringe         | Rang          | Gegner           | Ergebnis | Gegner          | Ergebnis      | Gegner        | Ergebnis      | Gegner         | Ergebnis      | Gegner        | Ergebnis      | Gegner        | Ergebnis      | Rang          |
| ----------------------------------------------- | ---------- | ------------- | ------------- | ---------------- | -------- | --------------- | ------------- | ------------- | ------------- | -------------- | ------------- | ------------- | ------------- | ------------- | ------------- | ------------- |
| Frauen                                          |            |               |               |                  |          |                 |               |               |               |                |               |               |               |               |               |               |
| Aída Román                                      | Einzel     | 665           | 6             | R. Elwalid       | 6:2      | B. Pitman       | 2:6           | ausgeschieden | ausgeschieden | ausgeschieden  | ausgeschieden | ausgeschieden | ausgeschieden | ausgeschieden | ausgeschieden | ausgeschieden |
| Alejandra Valencia                              | Einzel     | 674           | 4             | K. Kaslouskaja   | 6:0      | K. Dsjominskaja | 7:3           | L. Barbelin   | 6:0           | M. Brown       | 5:6           | ausgeschieden | ausgeschieden | ausgeschieden | ausgeschieden | ausgeschieden |
| Ana Paula Vázquez                               | Einzel     | 637           | 32            | A. M. dos Santos | 4:6      | ausgeschieden   | ausgeschieden | ausgeschieden | ausgeschieden | ausgeschieden  | ausgeschieden | ausgeschieden | ausgeschieden | ausgeschieden | ausgeschieden | ausgeschieden |
| Aída Román Alejandra Valencia Ana Paula Vázquez | Mannschaft | 1976          | 2             | —                | —        | —               | —             | Freilos       | Freilos       | Deutschland    | 2:6           | ausgeschieden | ausgeschieden | ausgeschieden | ausgeschieden | ausgeschieden |
| Männer                                          |            |               |               |                  |          |                 |               |               |               |                |               |               |               |               |               |               |
| Luis Álvarez                                    | Einzel     | 662           | 19            | T. Furukawa      | 3:7      | ausgeschieden   | ausgeschieden | ausgeschieden | ausgeschieden | ausgeschieden  | ausgeschieden | ausgeschieden | ausgeschieden | ausgeschieden | ausgeschieden | ausgeschieden |
| Mixed                                           |            |               |               |                  |          |                 |               |               |               |                |               |               |               |               |               |               |
| Luis Álvarez Alejandra Valencia                 | Mannschaft | 1336          | 4             | —                | —        | —               | —             | Deutschland   | 6:2           | Großbritannien | 6:0           | Südkorea      | 1:5           | Türkei        | 6:2           | Bronze        |

### Boxen
| Athleten         | Wettbewerb                  | 1. Runde  | 1. Runde | Achtelfinale  | Achtelfinale  | Viertelfinale | Viertelfinale | Halbfinale    | Halbfinale    | Finale        | Finale        | Rang |
| Athleten         | Wettbewerb                  | Gegner    | Ergebnis | Gegner        | Ergebnis      | Gegner        | Ergebnis      | Gegner        | Ergebnis      | Gegner        | Ergebnis      | Rang |
| ---------------- | --------------------------- | --------- | -------- | ------------- | ------------- | ------------- | ------------- | ------------- | ------------- | ------------- | ------------- | ---- |
| Frauen           |                             |           |          |               |               |               |               |               |               |               |               |      |
| Esmeralda Falcón | Leichtgewicht bis 60 kg     | R. Nicoli | 1:4      | ausgeschieden | ausgeschieden | ausgeschieden | ausgeschieden | ausgeschieden | ausgeschieden | ausgeschieden | ausgeschieden | 17   |
| Brianda Cruz     | Weltergewicht bis 69 kg     | Freilos   | Freilos  | O. Jones      | 2:3           | ausgeschieden | ausgeschieden | ausgeschieden | ausgeschieden | ausgeschieden | ausgeschieden | 9    |
| Männer           |                             |           |          |               |               |               |               |               |               |               |               |      |
| Rogelio Romero   | Halbschwergewicht bis 81 kg | Freilos   | Freilos  | L. Plantić    | 4:1           | A. López      | 0:5           | ausgeschieden | ausgeschieden | ausgeschieden | ausgeschieden | 5    |

### Fechten
| Athleten        | Wettbewerb     | 1. Runde | 1. Runde | 2. Runde  | 2. Runde | Achtelfinale  | Achtelfinale  | Viertelfinale | Viertelfinale | Halbfinale / Klassifikation | Halbfinale / Klassifikation | Finale / Platzierung | Finale / Platzierung | Rang          |
| Athleten        | Wettbewerb     | Gegner   | Ergebnis | Gegner    | Ergebnis | Gegner        | Ergebnis      | Gegner        | Ergebnis      | Gegner                      | Ergebnis                    | Gegner               | Ergebnis             | Rang          |
| --------------- | -------------- | -------- | -------- | --------- | -------- | ------------- | ------------- | ------------- | ------------- | --------------------------- | --------------------------- | -------------------- | -------------------- | ------------- |
| Männer          |                |          |          |           |          |               |               |               |               |                             |                             |                      |                      |               |
| Diego Cervantes | Florett Einzel | Huang M. | 15:14    | E. Lefort | 11:15    | ausgeschieden | ausgeschieden | ausgeschieden | ausgeschieden | ausgeschieden               | ausgeschieden               | ausgeschieden        | ausgeschieden        | ausgeschieden |

### Fußball
| Wettbewerb      | Männer (Spiele/Tore) |
| --------------- | --- |
| Athleten        | Eduardo Aguirre (5/2) Érick Aguirre (2/0) Roberto Alvarado (4/1) Jesús Alberto Angulo (4/0) Uriel Antuna (6/1) Sebastián Córdova (6/4) José Joaquín Esquivel (6/0) Diego Lainez (6/0) Vladimir Loroña (4/0) Luis Malagón Henry Martín (5/3) César Montes (6/0) Guillermo Ochoa (6/0) Carlos Rodríguez (5/0) Luis Romo (6/2) Jorge Sánchez (5/0) Johan Vásquez (5/1) Alexis Vega (6/3) |
| Trainer         | Jaime Lozano |
| P-Akkreditierte | Jesús Ricardo Angulo (3/0) Fernando Beltrán (1/0) Sebastián Jurado Adrián Mora (2/0) |
| Gruppenphase    | Frankreich (4:1) Japan (1:2) Südafrika (3:0) |
| Viertelfinale   | Südkorea (6:3) |
| Halbfinale      | Brasilien (0:0; 1:4 i. E.) |
| Spiel um Bronze | Japan (3:1) |
| Platzierung     | Bronze |

### Gewichtheben
| Athleten       | Wettbewerb                  | Reißen  | Reißen | Stoßen  | Stoßen | Zweikampf | Zweikampf | Rang   |
| Athleten       | Wettbewerb                  | Gewicht | Rang   | Gewicht | Rang   | Gewicht   | Rang      | Rang   |
| -------------- | --------------------------- | ------- | ------ | ------- | ------ | --------- | --------- | ------ |
| Frauen         |                             |         |        |         |        |           |           |        |
| Ana López      | Federgewicht bis 55 kg      | 90 kg   | 5      | 105 kg  | 9      | 195 kg    | 9         | 9      |
| Aremi Fuentes  | Halbschwergewicht bis 76 kg | 108 kg  | 4      | 137 kg  | 3      | 245 kg    | 3         | Bronze |
| Männer         |                             |         |        |         |        |           |           |        |
| Jonathan Muñoz | Federgewicht bis 67 kg      | 135 kg  | 8      | 163 kg  | 10     | 298 kg    | 10        | 10     |
| Jorge Cárdenas | Leichtgewicht bis 73 kg     | 145 kg  | 10     | 175 kg  | 11     | 320 kg    | 11        | 11     |

### Golf
| Athleten       | Runde 1 | Runde 2 | Runde 3 | Runde 4 | Gesamt | Par | Rang |
| -------------- | ------- | ------- | ------- | ------- | ------ | --- | ---- |
| Frauen         |         |         |         |         |        |     |      |
| María Fassi    | 73      | 70      | 68      | 68      | 279    | −5  | 23   |
| Gabriela López | 71      | 72      | 69      | 71      | 283    | −1  | 38   |
| Männer         |         |         |         |         |        |     |      |
| Abraham Ancer  | 69      | 69      | 66      | 68      | 272    | −12 | 14   |
| Carlos Ortiz   | 65      | 67      | 69      | 78      | 279    | −5  | 42   |

### Judo
| Athleten             | Wettbewerb | 1. Runde | 1. Runde | 2. Runde | 2. Runde | Achtelfinale  | Achtelfinale  | Viertelfinale | Viertelfinale | Halbfinale / Trostrunde | Halbfinale / Trostrunde | Finale / Platz 3 | Finale / Platz 3 | Rang |
| Athleten             | Wettbewerb | Gegner   | Ergebnis | Gegner   | Ergebnis | Gegner        | Ergebnis      | Gegner        | Ergebnis      | Gegner                  | Ergebnis                | Gegner           | Ergebnis         | Rang |
| -------------------- | ---------- | -------- | -------- | -------- | -------- | ------------- | ------------- | ------------- | ------------- | ----------------------- | ----------------------- | ---------------- | ---------------- | ---- |
| Frauen               |            |          |          |          |          |               |               |               |               |                         |                         |                  |                  |      |
| Prisca Awiti Alcaraz | bis 63 kg  | G. Bold  | 0s1:10s1 | —        | —        | ausgeschieden | ausgeschieden | ausgeschieden | ausgeschieden | ausgeschieden           | ausgeschieden           | ausgeschieden    | ausgeschieden    | 17   |

### Kanu

#### Kanuslalom
| Athleten      | Wettbewerb | Vorlauf  | Vorlauf | Halbfinale | Halbfinale | Finale        | Finale        | Rang |
| Athleten      | Wettbewerb | Zeit     | Rang    | Zeit       | Rang       | Zeit          | Rang          | Rang |
| ------------- | ---------- | -------- | ------- | ---------- | ---------- | ------------- | ------------- | ---- |
| Frauen        |            |          |         |            |            |               |               |      |
| Sofía Reinoso | K-1        | 132,89 s | 23      | 136,34 s   | 21         | ausgeschieden | ausgeschieden | 21   |

### Leichtathletik
Laufen und Gehen 
| Athleten             | Wettbewerb  | Runde 1      | Runde 1 | Halbfinale    | Halbfinale    | Finale        | Finale        | Rang          |
| Athleten             | Wettbewerb  | Zeit         | Rang    | Zeit          | Rang          | Zeit          | Rang          | Rang          |
| -------------------- | ----------- | ------------ | ------- | ------------- | ------------- | ------------- | ------------- | ------------- |
| Frauen               |             |              |         |               |               |               |               |               |
| Paola Morán          | 400 m       | 51,18 s      | 3       | 51,06 s       | 5             | ausgeschieden | ausgeschieden | ausgeschieden |
| Laura Galván         | 1500 m      | 4:08,15 min  | 12      | ausgeschieden | ausgeschieden | ausgeschieden | ausgeschieden | ausgeschieden |
| Laura Galvan         | 5000 m      | 15:00,16 min | 11      | —             | —             | ausgeschieden | ausgeschieden | ausgeschieden |
| Alegna González      | 20 km Gehen | —            | —       | —             | —             | 1:30:33 h     | 5             | 5             |
| Ilse Guerrero        | 20 km Gehen | —            | —       | —             | —             | 1:45:47 h     | 51            | 51            |
| Valeria Ortuño       | 20 km Gehen | —            | —       | —             | —             | 1:41:50 h     | 47            | 47            |
| Andrea Ramírez       | Marathon    | —            | —       | —             | —             | DNF           | DNF           | DNF           |
| Úrsula Sánchez       | Marathon    | —            | —       | —             | —             | 2:45:45 h     | 64            | 64            |
| Daniela Torres       | Marathon    | —            | —       | —             | —             | 2:47:15 h     | 65            | 65            |
| Männer               |             |              |         |               |               |               |               |               |
| Jesús Tonatiú López  | 800 m       | 1:46,14 min  | 1       | 1:44,77 min   | 3             | ausgeschieden | ausgeschieden | ausgeschieden |
| Noel Chama           | 20 km Gehen | —            | —       | —             | —             | 1:28:23 h     | 38            | 38            |
| Andrés Olivas        | 20 km Gehen | —            | —       | —             | —             | 1:22:46 h     | 11            | 11            |
| Jesús Tadeo Vega     | 20 km Gehen | —            | —       | —             | —             | 1:30:37 h     | 42            | 42            |
| José Leyver          | 50 km Gehen | —            | —       | —             | —             | 3:56:53 h     | 15            | 15            |
| Horacio Nava         | 50 km Gehen | —            | —       | —             | —             | 4:19:00 h     | 44            | 44            |
| Isaac Palma Olivares | 50 km Gehen | —            | —       | —             | —             | DNF           | DNF           | DNF           |
| Jesús Arturo Esparza | Marathon    | —            | —       | —             | —             | 2:31:51 h     | 74            | 74            |
| Juan Joel Pacheco    | Marathon    | —            | —       | —             | —             | 2:23:41 h     | 65            | 65            |
| José Luis Santana    | Marathon    | —            | —       | —             | —             | 2:21:32 h     | 56            | 56            |

 Springen und Werfen 
| Athleten       | Wettbewerb | Qualifikation | Qualifikation | Finale        | Finale        | Rang |
| Athleten       | Wettbewerb | Weite/Höhe    | Rang          | Weite/Höhe    | Rang          | Rang |
| -------------- | ---------- | ------------- | ------------- | ------------- | ------------- | ---- |
| Männer         |            |               |               |               |               |      |
| Edgar Rivera   | Hochsprung | 2,21 m        | 8             | ausgeschieden | ausgeschieden | 8    |
| Diego del Real | Hammerwurf | 75,17 m       | 10            | ausgeschieden | ausgeschieden | 10   |

### Moderner Fünfkampf
| Athleten        | Fechten | Fechten | Schwimmen   | Schwimmen | Reiten  | Reiten | Combined     | Combined | Punkte | Rang |
| Athleten        | Bilanz  | Punkte  | Zeit        | Punkte    | Zeit    | Punkte | Zeit         | Punkte   | Punkte | Rang |
| --------------- | ------- | ------- | ----------- | --------- | ------- | ------ | ------------ | -------- | ------ | ---- |
| Frauen          |         |         |             |           |         |        |              |          |        |      |
| Mariana Arceo   | 15+4    | 184     | 2:16,65 min | 277       | 70,61 s | 293    | 12:32,16 min | 548      | 1302   | 16   |
| Mayan Oliver    | 16+0    | 196     | 2:24,16 min | 262       | 76,62 s | 293    | 12:21,48 min | 559      | 1310   | 15   |
| Männer          |         |         |             |           |         |        |              |          |        |      |
| Duilio Carrillo | 17+0    | 202     | 2:04,08 min | 302       | E       | 0      | 11:31,68 min | 609      | 1113   | 33   |
| Álvaro Sandoval | 11+1    | 167     | 2:02,52 min | 305       | E       | 0      | 11:26,30 min | 614      | 1086   | 35   |

### Radsport

#### Bahn
| Athleten                     | Wettbewerb | Qualifikation | Qualifikation | Finals        | Finals        | Rang |
| Athleten                     | Wettbewerb | Zeit          | Rang          | Zeit          | Rang          | Rang |
| ---------------------------- | ---------- | ------------- | ------------- | ------------- | ------------- | ---- |
| Frauen                       |            |               |               |               |               |      |
| Daniela Gaxiola              | Sprint     | 10,682 s      | 15            | ausgeschieden | ausgeschieden | 18   |
| Yuli Verdugo                 | Sprint     | 10,818 s      | 19            | ausgeschieden | ausgeschieden | 20   |
| Daniela Gaxiola Yuli Verdugo | Teamsprint | 33,097 s      | 5             | 33,168 s      | 6             | 6    |

Keirin
| Athleten        | Wettbewerb | 1. Runde | Hoffnungslauf | Viertelfinale | Halbfinale    | Finale        | Rang          |
| Athleten        | Wettbewerb | Rang     | Rang          | Rang          | Rang          | Rang          | Rang          |
| --------------- | ---------- | -------- | ------------- | ------------- | ------------- | ------------- | ------------- |
| Frauen          |            |          |               |               |               |               |               |
| Daniela Gaxiola | Keirin     | 2        | —             | 3             | 4             | 5             | 11            |
| Yuli Verdugo    | Keirin     | 5        | 4             | ausgeschieden | ausgeschieden | ausgeschieden | ausgeschieden |

#### Straße
| Athleten        | Wettbewerb    | Zeit      | Rang |
| --------------- | ------------- | --------- | ---- |
| Frauen          |               |           |      |
| Lizbeth Salazar | Straßenrennen | DNF       | –    |
| Männer          |               |           |      |
| Eder Frayre     | Straßenrennen | 6:15:38 h | 39   |

#### Mountainbike
| Athleten          | Wettbewerb    | Zeit      | Rang |
| ----------------- | ------------- | --------- | ---- |
| Frauen            |               |           |      |
| Daniela Campuzano | Cross-Country | 1:22:50 h | 16   |
| Männer            |               |           |      |
| Gerardo Ulloa     | Cross-Country | 1:30:57 h | 23   |

### Reiten

#### Dressurreiten
| Athleten                     | Wettbewerb | Prozent    | Prozent       | Rang |
| Athleten                     | Wettbewerb | Grand Prix | GP Kür        | Rang |
| ---------------------------- | ---------- | ---------- | ------------- | ---- |
| Martha Del Valle mit Beduino | Einzel     | 64,876 %   | ausgeschieden | 51   |

#### Springreiten
| Athleten                                                                             | Wettbewerb | Strafpunkte   | Strafpunkte   | Strafpunkte   | Strafpunkte   | Strafpunkte   | Strafpunkte   | Rang |
| Athleten                                                                             | Wettbewerb | Einzelwertung | Einzelwertung | Einzelwertung | Nationenpreis | Nationenpreis | Nationenpreis | Rang |
| Athleten                                                                             | Wettbewerb | 1. Umlauf     | 2. Umlauf     | Stechen       | 1. Umlauf     | 2. Umlauf     | Stechen       | Rang |
| ------------------------------------------------------------------------------------ | ---------- | ------------- | ------------- | ------------- | ------------- | ------------- | ------------- | ---- |
| Eugenio Garza mit Armani SL Z                                                        | Einzel     | 8,00          | ausgeschieden | ausgeschieden | —             | —             | —             | 47   |
| Enrique González mit Chacna                                                          | Einzel     | 8,00          | ausgeschieden | ausgeschieden | —             | —             | —             | 46   |
| Manuel González mit Hortensia van de Leeuwerk                                        | Einzel     | 12,00         | ausgeschieden | ausgeschieden | —             | —             | —             | 55   |
| Eugenio Garza mit Armani SL Z Enrique González mit Chacna Patricio Pasquel mit Babel | Mannschaft | —             | —             | —             | 6,00          | ausgeschieden | ausgeschieden | 16   |

### Ringen

#### Freier Stil
Legende: G = Gewonnen, V = Verloren, S = Schultersieg
| Athleten      | Wettbewerb       | Achtelfinale  | Achtelfinale | Viertelfinale | Viertelfinale | Halbfinale    | Halbfinale    | Hoffnungsrunde Halbfinale | Hoffnungsrunde Halbfinale | Hoffnungsrunde Finale | Hoffnungsrunde Finale | Finale        | Finale        | Rang |
| Athleten      | Wettbewerb       | Gegner        | Ergebnis     | Gegner        | Ergebnis      | Gegner        | Ergebnis      | Gegner                    | Ergebnis                  | Gegner                | Ergebnis              | Gegner        | Ergebnis      | Rang |
| ------------- | ---------------- | ------------- | ------------ | ------------- | ------------- | ------------- | ------------- | ------------------------- | ------------------------- | --------------------- | --------------------- | ------------- | ------------- | ---- |
| Frauen        |                  |               |              |               |               |               |               |                           |                           |                       |                       |               |               |      |
| Alma Valencia | Klasse bis 57 kg | W. Scholobowa | V 2:5        | ausgeschieden | ausgeschieden | ausgeschieden | ausgeschieden | ausgeschieden             | ausgeschieden             | ausgeschieden         | ausgeschieden         | ausgeschieden | ausgeschieden | 11   |

#### Griechisch-römischer Stil
Legende: G = Gewonnen, V = Verloren, S = Schultersieg
| Athleten      | Wettbewerb       | Achtelfinale    | Achtelfinale | Viertelfinale | Viertelfinale | Halbfinale    | Halbfinale    | Hoffnungsrunde Halbfinale | Hoffnungsrunde Halbfinale | Hoffnungsrunde Finale | Hoffnungsrunde Finale | Finale        | Finale        | Rang |
| Athleten      | Wettbewerb       | Gegner          | Ergebnis     | Gegner        | Ergebnis      | Gegner        | Ergebnis      | Gegner                    | Ergebnis                  | Gegner                | Ergebnis              | Gegner        | Ergebnis      | Rang |
| ------------- | ---------------- | --------------- | ------------ | ------------- | ------------- | ------------- | ------------- | ------------------------- | ------------------------- | --------------------- | --------------------- | ------------- | ------------- | ---- |
| Männer        |                  |                 |              |               |               |               |               |                           |                           |                       |                       |               |               |      |
| Alfonso Leyva | Klasse bis 77 kg | A. Tschechirkin | V 0:7        | ausgeschieden | ausgeschieden | ausgeschieden | ausgeschieden | ausgeschieden             | ausgeschieden             | ausgeschieden         | ausgeschieden         | ausgeschieden | ausgeschieden | 15   |

### Rudern
| Athleten      | Wettbewerb | Vorlauf     | Vorlauf | Vorlauf       | Hoffnungslauf | Hoffnungslauf | Hoffnungslauf | Viertelfinale | Viertelfinale | Viertelfinale  | Halbfinale  | Halbfinale | Halbfinale    | Finale      | Finale | Rang |
| Athleten      | Wettbewerb | Zeit        | Platz   | Qualifikation | Zeit          | Platz         | Qualifikation | Zeit          | Platz         | Qualifikation  | Zeit        | Platz      | Qualifikation | Zeit        | Platz  | Rang |
| ------------- | ---------- | ----------- | ------- | ------------- | ------------- | ------------- | ------------- | ------------- | ------------- | -------------- | ----------- | ---------- | ------------- | ----------- | ------ | ---- |
| Frauen        |            |             |         |               |               |               |               |               |               |                |             |            |               |             |        |      |
| Kenia Lechuga | Einer      | 7:54,21 min | 2       | Viertelfinale | –             | –             | –             | 8:09,29 min   | 4             | Halbfinale C/D | 7:33,72 min | 1          | Finale C      | 7:43,55 min | 4      | 16   |

### Schießen
| Athleten                       | Wettbewerb                               | Qualifikation   | Qualifikation | Finale          | Finale        | Ringe/ Scheiben | Rang |
| Athleten                       | Wettbewerb                               | Ringe/ Scheiben | Rang          | Ringe/ Scheiben | Rang          | Ringe/ Scheiben | Rang |
| ------------------------------ | ---------------------------------------- | --------------- | ------------- | --------------- | ------------- | --------------- | ---- |
| Frauen                         |                                          |                 |               |                 |               |                 |      |
| Alejandra Ramírez              | Trap                                     | 116             | 13            | ausgeschieden   | ausgeschieden | 116             | 13   |
| Gabriela Rodríguez             | Skeet                                    | 118             | 12            | ausgeschieden   | ausgeschieden | 118             | 12   |
| Männer                         |                                          |                 |               |                 |               |                 |      |
| Edson Ramírez                  | Luftgewehr 10 Meter                      | 625,9           | 18            | ausgeschieden   | ausgeschieden | 625,9           | 18   |
| José Luis Sánchez              | Kleinkaliber Dreistellungskampf 50 Meter | 1154-48x        | 33            | ausgeschieden   | ausgeschieden | 1154            | 33   |
| Jorge Orozco                   | Trap                                     | 122             | 6             | 28              | 4             | 150             | 4    |
| Mixed                          |                                          |                 |               |                 |               |                 |      |
| Jorge Orozco Alejandra Ramírez | Trap                                     | 138             | 16            | ausgeschieden   | ausgeschieden | 138             | 16   |

### Schwimmen
| Athleten            | Wettbewerb       | Vorlauf     | Vorlauf | Halbfinale    | Halbfinale    | Finale        | Finale        | Rang |
| Athleten            | Wettbewerb       | Zeit        | Rang    | Zeit          | Rang          | Zeit          | Rang          | Rang |
| ------------------- | ---------------- | ----------- | ------- | ------------- | ------------- | ------------- | ------------- | ---- |
| Frauen              |                  |             |         |               |               |               |               |      |
| Melissa Rodríguez   | 100 m Brust      | 1:08,76 min | 30      | ausgeschieden | ausgeschieden | ausgeschieden | ausgeschieden | 30   |
| Melissa Rodríguez   | 200 m Brust      | 2:26,87 min | 24      | ausgeschieden | ausgeschieden | ausgeschieden | ausgeschieden | 24   |
| Männer              |                  |             |         |               |               |               |               |      |
| Gabriel Castaño     | 50 m Freistil    | 22,32 s     | 30      | ausgeschieden | ausgeschieden | ausgeschieden | ausgeschieden | 30   |
| José Ángel Martínez | 200 m Lagen      | 2:01,34 min | 38      | ausgeschieden | ausgeschieden | ausgeschieden | ausgeschieden | 38   |
| Daniel Delgadillo   | 10 km Freiwasser | —           | —       | —             | —             | 1:53:14,4 h   | 17            | 17   |

### Segeln
| Athleten           | Wettbewerb      | Qualifikation | Qualifikation | Medal Race    | Medal Race    | Punkte | Rang |
| Athleten           | Wettbewerb      | Punkte        | Rang          | Punkte        | Rang          | Punkte | Rang |
| ------------------ | --------------- | ------------- | ------------- | ------------- | ------------- | ------ | ---- |
| Frauen             |                 |               |               |               |               |        |      |
| Demita Vega        | Windsurfen RS:X | 195           | 18            | ausgeschieden | ausgeschieden | 195    | 18   |
| Elena Oetling      | Laser Radial    | 221           | 32            | ausgeschieden | ausgeschieden | 221    | 32   |
| Männer             |                 |               |               |               |               |        |      |
| Ignacio Berenguer  | Windsurfen RS:X | 232           | 23            | ausgeschieden | ausgeschieden | 232    | 23   |
| Juan Ignacio Pérez | Finn            | 145           | 17            | ausgeschieden | ausgeschieden | 145    | 17   |

### Softball
| Wettbewerb       | Frauen |
| ---------------- | --- |
| Athleten         | Stefanía Aradillas Suzannah Brookshire Bryttany Cervantes Dallas Escobedo Tatyana Forbes Chelsea Gonzáles Sierra Hyland Taylor McQuillin Danielle O’Toole Sashel Palacios Nicole Rangel Sydney Romero Amanda Sánchez Anissa Urtez Victoria Vidales |
| Gruppenphase     | Kanada (0:4) Japan (2:3 n. V.) Vereinigte Staaten (0:2) Italien (5:0) Australien (4:1) |
| Spiel um Platz 3 | Kanada (2:3) |
| Platzierung      | 4 |

### Synchronschwimmen
| Athletinnen                  | Wettbewerb | Qualifikation     | Qualifikation     | Qualifikation  | Qualifikation  | Qualifikation | Qualifikation | Finale         | Finale         | Finale           | Finale           |
| Athletinnen                  | Wettbewerb | Technische Kür TK | Technische Kür TK | Freie Kür FK-Q | Freie Kür FK-Q | Gesamt        | Gesamt        | Freie Kür FK-F | Freie Kür FK-F | Gesamt TK + FK-F | Gesamt TK + FK-F |
| Athletinnen                  | Wettbewerb | Punkte            | Rang              | Punkte         | Rang           | Punkte        | Rang          | Punkte         | Rang           | Punkte           | Rang             |
| ---------------------------- | ---------- | ----------------- | ----------------- | -------------- | -------------- | ------------- | ------------- | -------------- | -------------- | ---------------- | ---------------- |
| Frauen                       |            |                   |                   |                |                |               |               |                |                |                  |                  |
| Nuria Diosdado Joana Jiménez | Duett      | 86,5333           | 13                | 86,6190        | 12             | 173,1523      | 12            | 86,5667        | 12             | 173,1857         | 12               |

### Taekwondo
| Athleten        | Wettbewerb        | Achtelfinale  | Achtelfinale | Viertelfinale | Viertelfinale | Hoffnungsrunde Halbfinale | Hoffnungsrunde Halbfinale | Halbfinale    | Halbfinale    | Hoffnungsrunde Finale | Hoffnungsrunde Finale | Finale        | Finale        | Rang |
| Athleten        | Wettbewerb        | Gegner        | Ergebnis     | Gegner        | Ergebnis      | Gegner                    | Ergebnis                  | Gegner        | Ergebnis      | Gegner                | Ergebnis              | Gegner        | Ergebnis      | Rang |
| --------------- | ----------------- | ------------- | ------------ | ------------- | ------------- | ------------------------- | ------------------------- | ------------- | ------------- | --------------------- | --------------------- | ------------- | ------------- | ---- |
| Frauen          |                   |               |              |               |               |                           |                           |               |               |                       |                       |               |               |      |
| Briseida Acosta | Klasse über 67 kg | Althéa Laurin | 3:21         | ausgeschieden | ausgeschieden | ausgeschieden             | ausgeschieden             | ausgeschieden | ausgeschieden | ausgeschieden         | ausgeschieden         | ausgeschieden | ausgeschieden | 11   |
| Männer          |                   |               |              |               |               |                           |                           |               |               |                       |                       |               |               |      |
| Carlos Sansores | Klasse über 80 kg | Ivan Šapina   | 4:6          | ausgeschieden | ausgeschieden | ausgeschieden             | ausgeschieden             | ausgeschieden | ausgeschieden | ausgeschieden         | ausgeschieden         | ausgeschieden | ausgeschieden | 11   |

### Tennis
| Athleten                      | Wettbewerb | 1. Runde                      | 1. Runde          | 2. Runde      | 2. Runde      | Achtelfinale  | Achtelfinale  | Viertelfinale | Viertelfinale | Halbfinale    | Halbfinale    | Finale / Platz 3 | Finale / Platz 3 |
| Athleten                      | Wettbewerb | Gegner                        | Ergebnis          | Gegner        | Ergebnis      | Gegner        | Ergebnis      | Gegner        | Ergebnis      | Gegner        | Ergebnis      | Gegner           | Ergebnis         |
| ----------------------------- | ---------- | ----------------------------- | ----------------- | ------------- | ------------- | ------------- | ------------- | ------------- | ------------- | ------------- | ------------- | ---------------- | ---------------- |
| Frauen                        |            |                               |                   |               |               |               |               |               |               |               |               |                  |                  |
| Renata Zarazúa                | Einzel     | M. Doi                        | 3:6, 2:6          | ausgeschieden | ausgeschieden | ausgeschieden | ausgeschieden | ausgeschieden | ausgeschieden | ausgeschieden | ausgeschieden | ausgeschieden    | ausgeschieden    |
| Giuliana Olmos Renata Zarazúa | Doppel     | P. Badosa / S. Sorribes Tormo | 2:6, 7:64, [7:10] | —             | —             | ausgeschieden | ausgeschieden | ausgeschieden | ausgeschieden | ausgeschieden | ausgeschieden | ausgeschieden    | ausgeschieden    |

### Triathlon
| Athleten                                                   | Wettbewerb | Zeit      | Rang |
| ---------------------------------------------------------- | ---------- | --------- | ---- |
| Frauen                                                     |            |           |      |
| Cecilia Pérez                                              | Einzel     | DNF       | DNF  |
| Claudia Rivas                                              | Einzel     | DNF       | DNF  |
| Männer                                                     |            |           |      |
| Crisanto Grajales                                          | Einzel     | 1:48:36 h | 31   |
| Irving Pérez                                               | Einzel     | 1:54:02 h | 46   |
| Mixed                                                      |            |           |      |
| Cecilia Pérez Claudia Rivas Crisanto Grajales Irving Pérez | Staffel    | 1:28:53 h | 16   |

### Turnen

#### Gerätturnen
| Athleten      | Wettbewerb       | Qualifikation | Qualifikation | Finale        | Finale        | Rang |
| Athleten      | Wettbewerb       | Punkte        | Rang          | Punkte        | Rang          | Rang |
| ------------- | ---------------- | ------------- | ------------- | ------------- | ------------- | ---- |
| Frauen        |                  |               |               |               |               |      |
| Alexa Moreno  | Boden            | 12,333        | 60            | ausgeschieden | ausgeschieden | 60   |
| Alexa Moreno  | Schwebebalken    | 11,066        | 83            | ausgeschieden | ausgeschieden | 83   |
| Alexa Moreno  | Sprung           | 14,633        | 8             | 14,716        | 4             | 4    |
| Alexa Moreno  | Stufenbarren     | 12,566        | 59            | ausgeschieden | ausgeschieden | 59   |
| Alexa Moreno  | Mehrkampf Einzel | 50,798        | 55            | ausgeschieden | ausgeschieden | 55   |
| Männer        |                  |               |               |               |               |      |
| Daniel Corral | Boden            | 13,200        | 55            | ausgeschieden | ausgeschieden | 55   |
| Daniel Corral | Pauschenpferd    | 13,266        | 40            | ausgeschieden | ausgeschieden | 40   |
| Daniel Corral | Ringe            | 13,366        | 43            | ausgeschieden | ausgeschieden | 43   |
| Daniel Corral | Barren           | 14,033        | 44            | ausgeschieden | ausgeschieden | 44   |
| Daniel Corral | Reck             | 13,100        | 45            | ausgeschieden | ausgeschieden | 45   |
| Daniel Corral | Mehrkampf Einzel | 80,898        | 40            | ausgeschieden | ausgeschieden | 40   |

#### Rhythmische Sportgymnastik
| Athletinnen  | Wettbewerb | Qualifikation | Qualifikation | Finale        | Finale        | Rang |
| Athletinnen  | Wettbewerb | Punkte        | Rang          | Punkte        | Rang          | Rang |
| ------------ | ---------- | ------------- | ------------- | ------------- | ------------- | ---- |
| Frauen       |            |               |               |               |               |      |
| Rut Castillo | Einzel     | 82,750        | 22            | ausgeschieden | ausgeschieden | 22   |

#### Trampolinturnen
| Athleten      | Wettbewerb | Qualifikation | Qualifikation | Finale | Finale | Rang |
| Athleten      | Wettbewerb | Punkte        | Rang          | Punkte | Rang   | Rang |
| ------------- | ---------- | ------------- | ------------- | ------ | ------ | ---- |
| Frauen        |            |               |               |        |        |      |
| Dafne Navarro | Einzel     | 99,850        | 8             | 48,345 | 8      | 8    |

### Wasserspringen
| Athleten                           | Wettbewerb            | Vorkampf | Vorkampf | Halbfinale    | Halbfinale    | Finale        | Finale        | Rang   |
| Athleten                           | Wettbewerb            | Punkte   | Rang     | Punkte        | Rang          | Punkte        | Rang          | Rang   |
| ---------------------------------- | --------------------- | -------- | -------- | ------------- | ------------- | ------------- | ------------- | ------ |
| Frauen                             |                       |          |          |               |               |               |               |        |
| Arantxa Chávez                     | Kunstspringen 3 m     | 190,35   | 27       | ausgeschieden | ausgeschieden | ausgeschieden | ausgeschieden | 27     |
| Aranza Vazquez                     | Kunstspringen 3 m     | 294,30   | 8        | 318,60        | 4             | 303,45        | 6             | 6      |
| Alejandra Orozco                   | Turmspringen 10 m     | 297,65   | 12       | 337,30        | 4             | 358,50        | 4             | 4      |
| Gabriela Agúndez                   | Turmspringen 10 m     | 308,10   | 9        | 301,40        | 12            | 322,05        | 6             | 6      |
| Dolores Hernández Carolina Mendoza | Synchronspringen 3 m  | —        | —        | —             | —             | 275,10        | 4             | 4      |
| Alejandra Orozco Gabriela Agúndez  | Synchronspringen 10 m | —        | —        | —             | —             | 299,70        | 3             | Bronze |
| Männer                             |                       |          |          |               |               |               |               |        |
| Rommel Pacheco                     | Kunstspringen 3 m     | 479,25   | 3        | 437,65        | 6             | 428,75        | 6             | 6      |
| Osmar Olvera                       | Kunstspringen 3 m     | 442,45   | 9        | 384,80        | 14            | ausgeschieden | ausgeschieden | 14     |
| Iván García                        | Turmspringen 10 m     | 316,95   | 24       | ausgeschieden | ausgeschieden | ausgeschieden | ausgeschieden | 24     |
| Andrés Villarreal                  | Turmspringen 10 m     | 410,30   | 9        | 405,55        | 11            | 381,75        | 12            | 12     |
| Yahel Castillo Juan Celaya         | Synchronspringen 3 m  | —        | —        | —             | —             | 400,14        | 4             | 4      |
| José Balleza Kevin Berlín          | Synchronspringen 10 m | —        | —        | —             | —             | 407,31        | 4             | 4      |